# Jean-Michel Charlier
Jean-Michel Charlier (Lieja, 30 de octubre de 1924 - París, 10 de julio de 1989) fue un prolífico guionista de historietas belga, uno de los más importantes de la historieta francobelga, creador de multitud de series de aventuras, entre las que destacan Barbarroja y El Teniente Blueberry. Fue cofundador de la famosa revista Pilote.

## Biografía
Charlier nació en Lieja (Belgica), en 1924. En 1945 comenzó a trabajar como delineante en Bruselas con World Press, a las órdenes de Georges Troisfontaines, que trabajaba principalmente para la revista Spirou. El siguiente año, y junto al artista Victor Hubinon, creó el cómic de cuatro páginas L'Agonie du Bismarck, donde Charlier, además del guion también dibujó los barcos y aviones. En 1947 Charlier y Hubinon comenzaron su larga colaboración en el cómic de aventuras aéreas Buck Danny. Después de unos pocos años, Charlier dejó todo su trabajo como dibujante y se concentró solamente en los guiones por consejo de Jijé, por entonces dibujante sénior de Spirou.
Debido a que no era capaz de mantenerse con el dinero que obtenía de sus guiones, en un tiempo donde Dupuis se centraba principalmente en publicar revistas y algunos pocos álbumes, Charlier obtuvo una licencia de piloto y trabajó durante un breve periodo de tiempo con la aerolínea Sabena.
Un año después, Charlier volvió a las historietas, colaborando con Hubinon de nuevo, para crear a Tiger Joe para La Libre Junior, el suplemento de cómics semanal del diario La Libre Belguique. Charlier continuó realizando guiones para la revista Spirou, colaborando con Eddy Paape en Valhardi y, en 1955, con Albert Uderzo en Belloy. Junto a Hubinon, también creó algún cómic biográfico como Jean Mermoz y Surcouf. 
Charlier, Hubinon, Uderzo, y el escritor René Goscinny fundaron la agencia de cómics Edifrance y la revista Pistolin en 1955, así como la influyente revista Pilote en 1959. Charlier fue redactor jefe y también escribió el guion de dos historias para el primer número: Barbarroja con Hubinon y Tanguy y Laverdure con Uderzo - estos personajes fueron protagonistas de su propia serie de televisión, Les chavaliers du ciel, producida por ORTF entre 1967 y 1969
En 1963, Charlier visitó EE. UU., donde una visita al oeste americano le inspiró a crear Fort Navajo, un western para Pilote. Eligió a Jean Giraud (Moebius), por entonces ilustrador comercial, que había trabajado con Jijé en Jerry Spring, un western popular europeo. Fort Navajo pasó a llamarse Blueberry o Teniente Blueberry, por su personaje principal, y es considerado una de las obras maestras del cómic europeo.
Charlier visitó los Estados Unidos en 1963 y una gira por el Oeste americano lo inspiró a crear Fort Navajo, una serie western, para Pilote. Eligió a un artista Jean Giraud (Moebius), entonces ilustrador comercial que había trabajado brevemente con Jijé en Jerry Spring, una popular tira western europea. Fort Navajo, más tarde rebautizada como Blueberry o Lieutenant Blueberry en honor a su personaje principal, se convirtió en una novela gráfica popular e innovadora.  En 1972, la fricción entre el personal de Pilote hizo que Charlier renunciara a su puesto editorial y trabajó en la televisión francesa hasta 1976. Luego trabajó como editor en jefe durante dos años en la revista Tintin. Continuó escribiendo historias de Blueberry y Buck Danny. Realizó también dos episodios de Los Gringos, en 1979, para la revista Súper As, de marcado carácter infantil.
Jean Michel Charlier murió en Saint-Cloud, Francia en 1989. Sus series principales fueron continuadas por otros escritores, elegidos por Charlier.

## Valoración
Se considera a Jean-Michel Charlier el más grande representante de la historieta de acción de la época clásica de la historieta europea, como Goscinny lo es de la de humor. La dominó con una cantidad ingente de historietas, que destacaban por el ingenio de sus tramas y su sólida documentación. Algunas de sus series, como Barbarroja o El Teniente Blueberry se consideran las mejores de sus respectivos géneros.
Con tal volumen de trabajo, Charlier caía en ocasiones en repeticiones de tramas y fallos de "raccord". Así, uno de los dibujantes con los que trabajó, el español Víctor de la Fuente no ha dejado de resaltar su irregularidad,

no por falta de sentido de la responsabilidad, sino precisamente porque estaba desbordado por la cantidad de trabajo que hacía. En el momento en que hizo "Los Gringos" tenía catorce o quince series diferentes, tenía que nutrir a todos los dibujantes que tenía alrededor suyo y por tanto, le faltaba tiempo para escribir, y sobre todo para imaginar.

## Premios y reconocimientos

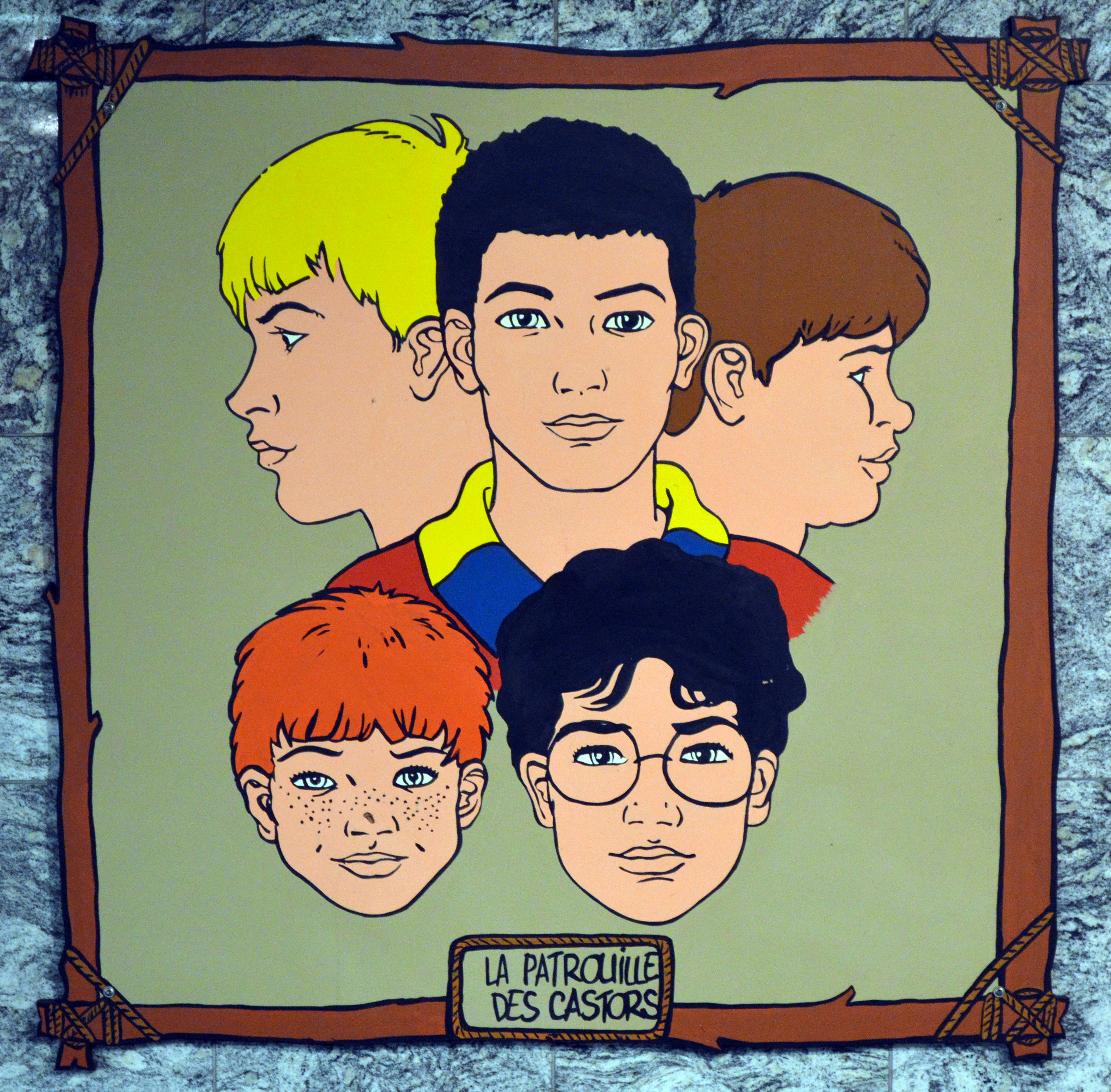
Representación en la estación de metro ligero de Janson, en Charleroi.

- 1973: Premio Shazam de la Academia de las Artes del Cómic por El teniente Blueberry en la categoría «Mejor serie de cómic extranjero», compartido con Jean Giraud.[5]
- 1973: Premio Phénix,[6]  París, en la categoría "Escenario de aventuras", Charlier únicamente.

## Obra
- Buck Danny (1947), con el dibujante Víctor Hubinon.
- Tarawa, atolón sangrante (1948), con el dibujante Víctor Hubinon.
- Surcouf, roi des corsaires (1949), con el dibujante Víctor Hubinon.
- Tiger Joe (1950), con el dibujante Víctor Hubinon.
- Les Histoires de l´oncle Paul (1951), con el dibujante Eddie Paape.
- La Patrouille des Castors (1954), con el dibujante Mitaq.
- Barbarroja (1959), con el dibujante Víctor Hubinon.
- Michel Tanguy (1959), con el dibujante Uderzo
- El Teniente Blueberry (1963), con el dibujante Jean Giraud.
- Jim Cutlass Mississippi River (1981), con el dibujante Jean Giraud.